# Отставнов, Владимир Петрович
Влади́мир Петро́вич Отставно́в (род. 28 марта 1953) — советский легкоатлет, специалист по бегу на короткие дистанции. Выступал на всесоюзном уровне в 1970-х годах, серебряный и бронзовый призёр чемпионатов СССР, победитель первенств всесоюзного и республиканского значения. Представлял Баку, спортивное общество «Спартак» и Вооружённые силы. Мастер спорта СССР. В течение многих лет работал учителем физкультуры в Туле.

## Биография
Владимир Отставнов родился 28 марта 1953 года. Занимался лёгкой атлетикой в Баку, выступал за Азербайджанскую ССР, добровольное спортивное общество «Спартак» и Советскую Армию.
Первого серьёзного успеха на всесоюзном уровне добился в сезоне 1973 года, когда на зимнем чемпионате СССР в Москве выиграл бронзовую медаль в зачёте бега на 100 метров. Позднее в беге на 100 метров одержал победу на домашних соревнованиях в Баку, установив при этом личный рекорд — 10,3. На летнем чемпионате СССР в Москве стал серебряным призёром в 100-метровой дисциплине, уступив лишь Александру Корнелюку.
В 1974 году вновь выиграл домашний старт в Баку. На чемпионате СССР в Москве с командой «Спартака» завоевал бронзовую награду в программе эстафеты 4 × 100 метров.
В 1976 году с командой Вооружённых силы выиграл серебряную медаль в эстафете 4 × 100 метров на чемпионате СССР по эстафетному бегу в Ереване.
Отличник физической культуры и спорта. Мастер спорта СССР по лёгкой атлетике.
Впоследствии работал учителем физической культуры в Центре образования № 21 в Туле.